# 지식인행동

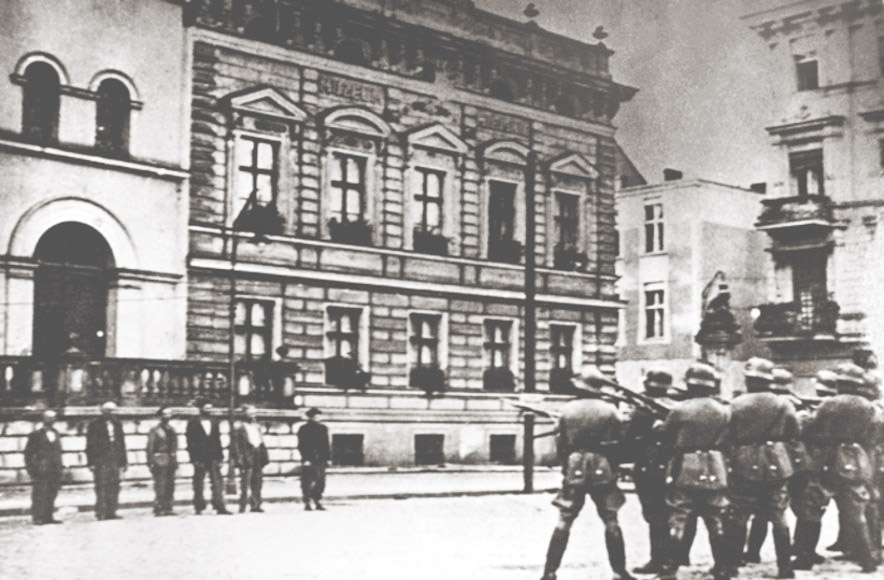
1939년 9월 9일 비드고슈치 지역 유지 25명이 장터 광장의 박물관 앞에서 독일군에게 총살당하는 장면. 피살자들의 시체는 비드고슈치 시민들을 공포에 질리게 하기 위해 6시간동안 공중에 전시되었다.

지식인행동(독일어: Intelligenzaktion 인텔리겐착치온[ɪntɛliˈɡɛnt͡s.akˌt͡sjoːn][*])은 나치 독일이 제2차 세계 대전 초기에 폴란드의 사회지도층(주로 지식인: 교사, 의사, 사제 등)에 대해 비밀리에 벌인 집단살해 행동이다. 소련이 카틴 숲에서 벌인 짓의 독일판이라고 할 수 있다.
이는 폴란드 민족성을 말살하여 폴란드 지역의 완전한 독일화와 합병을 이루기 위한 것으로서 국립추모연구소에 따르면 100,000 여명의 폴란드인이 살해당했다. 대부분의 피해자들은 강제실종되어 외딴 장소에서 학살된 뒤 집단매장지에 암매장되었다. 일부 피해자들은 일반 대중을 겁에 질리게 하기 위해 공개처형되기도 했다. 보안경찰 및 보안국 특수작전집단의 처형인들은 이를 잠재적 위험분자 제거라는 명목으로 위장했다.
지식인행동은 탄넨베르크 작전의 제2단계였으며 이는 또한 동방총괄계획의 일부분이었다. 지식인행동은 1939년 가을에서 1940년 봄까지 계속되었으며, 그 뒤에는 평화특별행동이 실시되었다.

## 같이 보기
- 독일화
- 문화투쟁
- 카틴 학살